# قوبدا
قوبدا (قزاقی: Қобда ауданы) یک منطقهٔ مسکونی در قزاقستان است که در استان آق‌تپه واقع شده‌است.